# Buffalo Sabres
Buffalo Sabres – amerykański klub hokejowy z siedzibą w Buffalo (stan Nowy Jork), występujący w National Hockey League.
Zespół posiada afiliacje w postaci klubów farmerskich w niższych ligach. Tę funkcję pełnią Rochester Americans w lidze AHL i Elmira Jackals w rozgrywkach ECHL. W przeszłości klubem podrzędnym był Portland Pirates (2008–2011).

## Sukcesy
- Mistrzostwo dywizji: 1975, 1980, 1981, 1997, 2007, 2010
- Mistrzostwo konferencji: 1975, 1980, 1999
- Presidents’ Trophy: 2007
- Prince of Wales Trophy: 1975, 1980, 1999

## Sezon po sezonie
| Ostatnie sezony | Ostatnie sezony | Ostatnie sezony | Ostatnie sezony | Ostatnie sezony | Ostatnie sezony | Ostatnie sezony | Ostatnie sezony | Ostatnie sezony | Ostatnie sezony | Ostatnie sezony | Ostatnie sezony | Ostatnie sezony | Ostatnie sezony         |
| Sezon           | Konferencja     | Miejsce         | Dywizja         | Miejsce         | Mecze           | Z               | P               | R               | PK              | Pkt             | ZB              | SB              | Wyniki play-off         |
| --------------- | --------------- | --------------- | --------------- | --------------- | --------------- | --------------- | --------------- | --------------- | --------------- | --------------- | --------------- | --------------- | ----------------------- |
|                 |                 |                 |                 |                 |                 |                 |                 |                 |                 |                 |                 |                 |                         |
| 2019–20         | Wschodnia       | 13              | Atlantycka      | 6               | 691             | 30              | 31              | —               | 8               | 68              | 195             | 217             | Nie zakwalifikowała się |
|                 |                 |                 |                 |                 |                 |                 |                 |                 |                 |                 |                 |                 |                         |
| 2018–19         | Wschodnia       | 13              | Atlantycka      | 6               | 82              | 33              | 39              | —               | 10              | 76              | 226             | 271             | Nie zakwalifikowała się |
|                 |                 |                 |                 |                 |                 |                 |                 |                 |                 |                 |                 |                 |                         |
| 2017–18         | Wschodnia       | 16              | Atlantycka      | 8               | 82              | 25              | 45              | —               | 12              | 62              | 199             | 280             | Nie zakwalifikowała się |
|                 |                 |                 |                 |                 |                 |                 |                 |                 |                 |                 |                 |                 |                         |
| 2016–17         | Wschodnia       | 15              | Atlantycka      | 8               | 82              | 33              | 37              | —               | 12              | 78              | 201             | 237             | Nie zakwalifikowała się |
|                 |                 |                 |                 |                 |                 |                 |                 |                 |                 |                 |                 |                 |                         |
| 2015–16         | Wschodnia       | 14              | Atlantycka      | 7               | 82              | 35              | 36              | —               | 11              | 81              | 201             | 222             | Nie zakwalifikowała się |

| Sezony od 2010/2011 do 2014/2015 | Sezony od 2010/2011 do 2014/2015 | Sezony od 2010/2011 do 2014/2015 | Sezony od 2010/2011 do 2014/2015 | Sezony od 2010/2011 do 2014/2015 | Sezony od 2010/2011 do 2014/2015 | Sezony od 2010/2011 do 2014/2015 | Sezony od 2010/2011 do 2014/2015 | Sezony od 2010/2011 do 2014/2015 | Sezony od 2010/2011 do 2014/2015 | Sezony od 2010/2011 do 2014/2015 | Sezony od 2010/2011 do 2014/2015 | Sezony od 2010/2011 do 2014/2015 | Sezony od 2010/2011 do 2014/2015 |
| Sezon                            | Konferencja                      | Miejsce                          | Dywizja                          | Miejsce                          | Mecze                            | Z                                | P                                | R                                | PK                               | Pkt                              | ZB                               | SB                               | Wyniki play-off                  |
| -------------------------------- | -------------------------------- | -------------------------------- | -------------------------------- | -------------------------------- | -------------------------------- | -------------------------------- | -------------------------------- | -------------------------------- | -------------------------------- | -------------------------------- | -------------------------------- | -------------------------------- | -------------------------------- |
|                                  |                                  |                                  |                                  |                                  |                                  |                                  |                                  |                                  |                                  |                                  |                                  |                                  |                                  |
| 2014–15                          | Wschodnia                        | 16                               | Atlantycka                       | 8                                | 82                               | 23                               | 51                               | —                                | 8                                | 54                               | 161                              | 274                              | Nie zakwalifikowała się          |
|                                  |                                  |                                  |                                  |                                  |                                  |                                  |                                  |                                  |                                  |                                  |                                  |                                  |                                  |
| 2013–14                          | Wschodnia                        | 16                               | Atlantycka                       | 8                                | 82                               | 21                               | 51                               | —                                | 10                               | 52                               | 157                              | 248                              | Nie zakwalifikowała się          |
|                                  |                                  |                                  |                                  |                                  |                                  |                                  |                                  |                                  |                                  |                                  |                                  |                                  |                                  |
| 2012–13                          | Wschodnia                        | 12                               | Północno-wschodnia               | 5                                | 48                               | 21                               | 21                               | —                                | 6                                | 48                               | 125                              | 143                              | Nie zakwalifikowała się          |
|                                  |                                  |                                  |                                  |                                  |                                  |                                  |                                  |                                  |                                  |                                  |                                  |                                  |                                  |
| 2011–12                          | Wschodnia                        | 9                                | Północno-wschodnia               | 3                                | 82                               | 39                               | 32                               | —                                | 11                               | 89                               | 218                              | 230                              | Nie zakwalifikowała się          |
|                                  |                                  |                                  |                                  |                                  |                                  |                                  |                                  |                                  |                                  |                                  |                                  |                                  |                                  |
| 2010–11                          | Wschodnia                        | 7                                | Północno-wschodnia               | 3                                | 82                               | 43                               | 29                               | —                                | 10                               | 96                               | 245                              | 229                              | Porażka z Flyers 3-4             |

Legenda:

Z = Zwycięstwa, P = Porażki, R = Remisy (do sezonu 2004/2005), PK = Przegrane po dogrywce lub karnych, Pkt = Punkty, ZB = Bramki zdobyte, SB = Bramki stracone
| Puchar Stanleya | Mistrz Konferencji | Mistrz Dywizji | Awans do play-off | Presidents’ Trophy |

- 1 Sezon zasadniczy ze względu na epidemię koronawirusa został przerwany, a następnie zakończony.

## Zawodnicy

### Kapitanowie drużyny
- Floyd Smith, 1970–1971
- Gerry Meehan, 1971–1974
- Jim Schoenfeld, 1974–1977
- Danny Gare, 1977–1981
- Gilbert Perreault, 1981–1986
- Lindy Ruff, 1986–1989
- Mike Foligno, 1989–1990
- Mike Ramsey, 1991–1992
- Pat LaFontaine, 1992–1997
- Aleksandr Mogilny, 1993–1994
- Michael Peca, 1997–2000
- Stu Barnes, 2001–2003
- Kapitanowie rotacyjni, 2003–2004
- Daniel Brière i  Chris Drury, 2005–2007
- Kapitanowie rotacyjni, 2007–2008
- Craig Rivet, 2008–2011
- Jason Pominville, 2011–2013
- Steve Ott i  Thomas Vanek, październik 2013
- Steve Ott, 2013–2014
- Brian Gionta, 2014–2017
- Jack Eichel, 2018–

### Zastrzeżone numery
| Numer | Zawodnik          | Pozycja                              | Kariera                              | Data zastrzeżenia                    |
| ----- | ----------------- | ------------------------------------ | ------------------------------------ | ------------------------------------ |
| 2     | Tim Horton        | Obrońca                              | 1972-1974                            | 15 stycznia 1996                     |
| 7     | Rick Martin       | Lewoskrzydłowy                       | 1971-1981                            | 15 listopada 1995                    |
| 11    | Gilbert Perreault | Środkowy                             | 1970-1987                            | 17 października 1990                 |
| 14    | Rene Robert       | Prawoskrzydłowy                      | 1972-1979                            | 15 listopada 1995                    |
| 16    | Pat LaFontaine    | Środkowy                             | 1991-1997                            | 3 marca 2006                         |
| 18    | Danny Gare        | Prawoskrzydłowy                      | 1974-1981                            | 22 listopada 2005                    |
| 39    | Dominik Hašek     | Bramkarz                             | 1992-2001                            | 13 stycznia 2015                     |
|       |                   |                                      |                                      |                                      |
| 99    | Wayne Gretzky     | Numer zastrzeżony dla całej ligi NHL | Numer zastrzeżony dla całej ligi NHL | Numer zastrzeżony dla całej ligi NHL |